# Lockheed P-3 Orion
«Орион» (англ. Orion [əˈraɪən] произн. «Ора́йен», общевойсковой индекс — P-3) — береговой патрульный самолёт. Он был создан на базе Lockheed L-188 Electra и по сути является его военной модификацией. Больше всего данных самолётов находятся на службе в Военно-морских силах США и в Морских силах самообороны Японии. Производство самолётов велось в США и Японии.

## История
История P-3 начинается ещё в конце 1950-х годов, когда фирма Lockheed получила от ВМС США заказ на модификацию самолёта Lockheed L-188 Electra в экспериментальный образец, названный P3V-1, которому впоследствии было присвоено имя «Орион». Экспериментальный образец впервые поднялся в воздух 25 ноября 1959 года, а первый серийный экземпляр P3V-1 — 15 апреля 1961 года. Ранее самолёт получил обозначение P-3. По сравнению с L-188, P-3 имел фюзеляж короче на 2,24 метра. Фюзеляж был также изменён для добавления оружейного отсека и установки нового авиационного оборудования. Оружейный отсек был предназначен для размещения торпед, глубинных бомб, мин, или ядерного оружия. У самолёта также имелись 10 пилонов под крыльями, предназначенных для размещения различного вооружения. 28 января 1971 года: командир ВВС США Дональд Х. Лилиенталь на P-3C Orion установил мировой рекорд скорости для тяжелых турбовинтовых двигателей. На дистанции 15—25 километров он достиг скорости 501 мили в час, побив рекорд советского Ил-18, установленный в мае 1968 года — 452 мили в час. В 2020 году снят с вооружения ВМС США.

## Конструкция
В отличие от прародителя, L-188, фюзеляж «Ориона» был разделён по горизонтали палубой, пассажирские иллюминаторы упразднены. В верхней герметичной части разместили кабину и посты управления, а также разместили бортовое оборудование. В нижней негерметичной части размещён отсек вооружения и радиогидроакустических буев, а также другое оборудование и системы самолёта.
Первоначально на самолёте стоял поисково-прицельный комплекс (боевая информационно-управляющая система) A-NEW под управлением БЦВМ AN/AYK-10. В дальнейшем самолёты поэтапно модернизировались, состав оборудования неоднократно менялся, в том числе и центральная БЦВМ была заменена на более современную ASQ-144.
Топливо размещено в четырёх интегральных топливных баках в крыле и фюзеляжном баке. На крыле установлены четыре турбовинтовых двигателя фирмы Allison T56-A14 взлётной мощностью 4х4910 л. с.
Шасси трёхстоечное, с двумя колёсами на каждой стойке, убирается против потока. В мотогондолах внутренних двигателей для основных стоек имеются ниши, закрываемые парными створками.

## Задействованные структуры
В разработке и производстве самолётов P-3 были задействованы следующие структуры:
Генеральный подрядчик работ
- Самолёт в целом — Lockheed Aircraft Corp., Lockheed-California Division, Бербанк, Калифорния.

Субподрядчики
- Обтекатели крыльев, элероны и закрылки — Ling-Temco-Vought, Inc., Даллас, Техас;
- Монтаж авиадвигателей, мотогондолы, кожухи и сопла турбин, створки люка шасси — Rohr Corp., Чула-Виста, Калифорния;
- Шасси — Menasco Manufacturing Co., Бербанк, Калифорния.

Поставщики бортового оборудования по госзаказам (GFE)
- Авиадвигатели T56-A-10W — General Motors Corp., Allison Division, Индианаполис, Индиана;
- Лопастные винты — United Aircraft Corp., Hamilton Standard Division, Ист-Харфорд, Коннектикут;
- Автопилот PB-20N — Bendix Corp., Eclipse-Pioneer Division, Тетерборо, Нью-Джерси;
- Система определения курсового направления AN/ASN-50 — Lear-Siegler, Inc., Instrument Division, Гранд-Рапидс, Мичиган;
- Интегрированная бортовая радиоэлектронная аппаратура отображения тактической обстановки и управления средствами противолодочной борьбы AN/ASA-16 — Magnavox Corp., Форт-Уэйн, Индиана;
- Пассивный гидроакустический локатор AN/AQA-3 — Western Electric Co., Уинстон-Сейлем, Северная Каролина;
- ультракоротковолновая-амплитудная радиостанция AN/ARC-84 — Bendix Corp., Bendix Radio Division, Лосон, Миссури; (Впоследствии, Alliant Techsystems Inc., Бруклин-Парк, Миннесота);
- Доплеровская радиолокационная станция прицельно-навигационной системы AN/APN-153 — General Precision, Inc., General Precision Laboratories Division, Плезантвиль, Нью-Йорк;
- Азимутально-дальномерная радиосистема ближней навигации AN/ARN-52 — Stewart-Warner Corp., Чикаго, Иллинойс.

Поставщики бортового оборудования по заказу генподрядчика (CFE)
- Вспомогательная силовая установка, система кондиционирования воздуха, система герметизации и наддува кабины экипажа — AiResearch Manufacturing Co., Лос-Анджелес, Калифорния;
- Система приводов рулевых поверхностей самолёта, элеронов, рулей высоты — Bertea Products, Пасадина, Калифорния;
- Бортовой компьютер — Huyck Corp., Huyck Systems Division, Хантингтон, Лонг-Айленд;
- Аналого-цифровой преобразователь бортового компьютера — Loral Electronics Corp., Нью-Йорк;
- Радиокомпас — Collins Radio Co., Сидар-Рапидс, Айова;
- Блок автоматики антиобледенителя — Bendix Corp., Bendix-Pacific Division, Бербанк, Калифорния;
- Система отцепки радиогидроакустических устройств и морских маркеров, противолодочных вооружений (глубинных бомб) — Fairchild-Stratos Corp., Western Branch, Манхэттен-Бич, Калифорния;
- Датчик крутящего момента — General Motors Corp., Allison Division, Индианаполис, Индиана;
- Доплеровский измеритель скорости и сноса — Victoreen Instrument Co., Jordan Electronics Division, Алхамбра, Калифорния;
- Бортовой контроллер — United Aircraft Corp., Хартфорд, Коннектикут.

## Основные варианты
- P-3A — основной противолодочный вариант
- P-3B — модификация с обновлённым оборудованием и модифицированными двигателями Т-56-Ф-14. Построено 145 машин
- P-3C — противолодочный самолёт с полностью обновлённым поисково-прицельным комплексом на базе БЦВМ Univac ASQ-114. Имеются три основные варианта обновления (Update 1 — Update 3). Построено 143 машины. По лицензии также выпускались в Японии.
- P-3F — патрульный и противолодочный самолёт с упрощённым составом оборудования. Построено 8 самолётов, поставлены Ирану в 1975 году.
- EP-3 — самолёт радиолокационной разведки
- RP-3D — самолёт для изучения магнитного поля земли
- WP-3D — самолёт для исследования атмосферы и погодных явлений
- CP-140 Aurora — самолёт для дальней морской разведки и для борьбы с подводными лодками. Построено 18 самолётов для Королевских военно-воздушных сил Канады на базе P-3C Orion, но с более продвинутой электроникой от Lockheed S-3 Viking.
- CP-140A Arcturus — три самолёта, построенные для Королевских военно-воздушных сил Канады, без оборудования для борьбы с подводными лодками, предназначенные для обучения экипажей CP-140 Aurora и берегового патрулирования.

## Операторы P-3
| Оператор                                        | Модель |
| ----------------------------------------------- | --- |
| Военно-морские силы Аргентины                   | 6 P-3B |
| Военно-воздушные силы Бразилии                  | 8 P-3A |
| Королевские военно-воздушные силы Канады        | 18 CP-140, 3 CP-140A                                                                                                |
| Военно-морские силы Чили                        | 4 P-3A |
| Военно-морские силы Германии                    | 4 AP-3C на вооружении по состоянию на 2024 год (до этого принадлежали Королевским военно-морским силам Нидерландов) |
| Военно-морские силы Греции                      | 1 P-3B на вооружении и ещё 4 P-3B проходят модернизацию по состоянию на 2024 год                                    |
| Военно-воздушные силы Исламской Республики Иран | 5 P-3F |
| Морские силы самообороны Японии                 | 101 P-3C, 5 EP-3, 1 UP-3C, 3 UP-3D                                                                                  |
| Военно-морские силы Республики Корея            | 8 P-3C, 8 P-3CK |
| Военно-морские силы Пакистана                   | 10 P-3C, 3 P-3 AEW также заявлены                                                                                   |
| Военно-воздушные силы Португалии                | 5 P-3C на вооружении по состоянию на 2024 год                                                                       |
| Военно-морские силы Китайской Республики        | 12 P-3C (заказаны)                                                                                                  |
| Военно-морские силы США                         | 154 P-3C |
| Национальная гвардия США                        | P-3 с радарами AWACS                                                                                                |

### Бывшие операторы
- ВВС Австралии (1968—2023)
- Имперские ВВС Ирана (1975—1979)
- Морская авиация Нидерландов (1982—2006)
- ВВС Новой Зеландии (1966—2023)
- ВВС Норвегии (1969—2023)
- ВКС Испании (1971—2022)
- ВМС Таиланда (1995—2014)

## Известные катастрофы, происшествия и инциденты
1. 30 января 1963 года: Lockheed P-3A ВМС США, регистрационный номер 149672. Разбился в Атлантическом океане, предположительно, упал в 370 км к юго-востоку от Нью-Йорка. Все 14 членов экипажа погибли[9].
2. 17 ноября 1964 года: Lockheed P-3A ВМС США, регистрационный номер 151362. Врезался в воды залива Пласеншиа во время посадки на аэродром военно-морской базы США Аргентия (Канада). Все 10 членов экипажа погибли[9].
3. 4 декабря 1964 года: Lockheed P-3A ВМС США, регистрационный номер 150508. Пожар на борту из-за запуска магниевых ракет. Самолет упал в Тихий океан в 40 км к западу от острова Лусон — авиабаза ВМС США Куби-Пойнт, (Филиппины). Все 13 членов экипажа погибли[9].
4. 27 июля 1965 года: Lockheed P-3A ВМС США, регистрационный номер 151380. Из-за неотключения насосов подачи топлива превысив скорость столкнулся с землей во время посадки на аэродром военно-морской базы США Бермуды. Все 4 члена экипажа погибли[9].
5. 9 апреля 1966 года: Lockheed P-3A ВМС США, регистрационный номер 152171. Врезался в воды Тихого океана в 300 км к югу от Сан-Диего, (США), из-за отключения автопилота во время учебного полета по поиску подводных лодок. Все 11 членов экипажа погибли[9].
6. 4 июля 1966 года: Lockheed P-3A ВМС США, регистрационный номер 152172. Выполняя учебный полет над лесистой местностью разбился в 11 км к северо-востоку от Батл-Крик, штат Мичиган, (США). Все 4 члена экипажа погибли[9].
7. 28 апреля 1967 года: Lockheed P-3A ВМС США, регистрационный номер 151365. Разбился в Восточно-Китайском море у острова Цусима во время обычного патрульного полета. Все 12 членов экипажа погибли[9].
8. 16 января 1968 года: Lockheed P-3A ВМС США, регистрационный номер 152144. Врезался в гору Камгамори высотой 6200 футов, примерно в 13 км к югу от города Сайдзё (Япония). Все 12 членов экипажа погибли[9].
9. 6 февраля 1968 года: Lockheed P-3B ВМС США, регистрационный номер 153440. Разбился при боевом патрулировании, против подводных лодок за пределами Таиланда, во время операции «Market Time» в Тихом океане в 80 км острова Фукуок (Вьетнам). Первоначально авария считалась технической, но позже события предполагают, что он мог быть сбит. Все 12 членов экипажа погибли[9].
10. 1 апреля 1968 года: Lockheed P-3B ВМС США, регистрационный номер 153445. Был подбит у острова Фукуок (Вьетнам) наземным зенитным огнем, при боевом патрулировании во время операции «Market Time» по наблюдению за побережьем, с целью перехватить вьетконговские траулеры. У самолёта загорелся двигатель, но огонь не удалось контролировать, и он упал в море недалеко от острова Хон Ванг. Все 12 членов экипажа погибли[9].
11. 5 апреля 1968 года: Lockheed P-3В ВМС США, регистрационный номер 151350. Самолет коснулся поверхности Китайского моря в 320 км к востоку от острова Окинава (Япония), и при ударе раскололся на три части, обломки погрузились на глубину 1600 метров. 8 из 12 членов экипажа погибли[9].
12. 11 апреля 1968 года: Lockheed P-3B Королевские ВВС Австралии, регистрационный номер A9-296. Разбился на взлетно-посадочной полосе 32L NAS Moffett Field, Калифорния, после того, как покинул завод производителя во время предпродажных приемочных испытаний. Левая основная установка (ходовая часть) разрушилась при приземлении, и самолет зацепился за землю. Весь экипаж выжил без серьезных травм, но самолет полностью сгорел[9].
13. 6 марта 1969 года: Lockheed Р-3В ВМС США, регистрационный номер 152765. Разбился на военном аэродроме Лемур[англ.], Калифорния, при учебном заходе стажёра на посадку. Все 6 членов экипажа погибли. Расследование пришло к выводу, что была предпринята попытка уменьшить скорость снижения, установив высокое положение носа перед посадкой, и самолет находился в свалившемся или близком к сваливанию состоянии с установленной минимальной мощностью[9].
14. 3 июня 1969 года: Lockheed Р-3А ВМС США, регистрационный номер 151363. При взлете с аэродрома военно-морского авиационного комплекса «Адак» из-за технических неисправностей разгон самолёта пришлось прервать, пилот повернул влево от взлетно-посадочной полосы, чтобы не врезаться в воду. Самолет въехал в кювет из-за чего правое крыло оторвалось и загорелось. Весь экипаж выжил, самолет восстановлению не подлежит[9].
15. 3 августа 1970 года: Lockheed Р-3А ВМС США, регистрационный номер 152159. Самолет вошёл в зону грозовой активности и разбился в 80 км к югу от Лас-Вегаса, Невада, США. Все 10 членов экипажа погибли[9].
16. 5 декабря 1971 года: Lockheed Р-3А ВМС США, регистрационный номер 152151. Топливный бак самолёта был заполнен чистящим растворителем вместо метанольного спирта. Сразу после взлета с аэродрома авиабазы ВМС США Куби-Пойнт, (Филиппины) температура на входе в турбину достигла предельных значений, один из двигателей взорвался, отказало электрооборудование и гидравлика, экипаж из 17 человек покинули самолет, один из них погиб[9].
17. 26 мая 1972 года: Lockheed Р-3А ВМС США, регистрационный номер 152155, исчез над Тихим океаном во время плановой учебной миссии после вылета из аэродрома Моффетт, Калифорния, США. Все 10 членов экипажа погибли[9].
18. 3 июня 1972 года: Lockheed Р-3А ВМС США эскадрильи VP-44, регистрационный номер 152182. При попытке полететь через Гибралтарский пролив, на маршруте от военно-морской базы Рота, Испания на военно-морскую базу Sigonella, Сицилия, возле горы Джебель-Муса (Марокко) врезался в горный склон. Все 14 членов экипажа погибли[9].
19. 15 марта 1973 года: Lockheed Р-3В ВМС США, регистрационный номер 152749. Взлетев с аэродрома авиабазы ВМС США Брансуик, упал в Атлантический океан в 64 км к югу от неё. Все 5 членов экипажа погибли[9].
20. 12 апреля 1973 года: Lockheed P-3C ВМС США, регистрационный номер 157332, столкнулся с Convair 990 (N711NA), эксплуатируемым NASA, во время его захода на посадку на взлетно-посадочную полосу 32L NAS Moffett Field. В результате чего разбились оба самолёта, самолёт упал в 800 метрах от взлетно-посадочной полосы, погибли 5 из 6 членов экипажа. Всего в этой катастрофе погибли 11 человек[9].
21. 8 июля 1977 года: Lockheed P-3А ВВС Испании, регистрационный номер P.3-2. Самолет разбился при подлете к аэропорту Херес-де-ла-Фронтера (Испания) после ночного учебного полета. 6 из 12 членов экипажа погибли[9].
22. 6 августа 1977 года: Lockheed Р-3А ВМС США, регистрационный номер 148884. Во время технологического обслуживания на авиабазе ВМС США Джексонвилл (Флорида, США) были повреждены крылья самолёта, после чего он пришёл в негодность и был списан[9].
23. 11 декабря 1977 года: Lockheed Р-3В ВМС США, регистрационный номер 153428. Врезался в гору на испанском острове Эль-Йерро Канарского архипелага в Атлантическом океане на высоте 2300 футов над уровнем моря. Вершина горы находилась на высоте 5200 футов над уровнем моря. Видимость на месте крушения составляла 50 метров в дождь. Все 13 членов экипажа погибли[9].
24. 23 февраля 1978 года: Lockheed Р-3А ВМС США, регистрационный номер 151381. Приземлился без выпущенных шасси на авиабазе ВМС США Джексонвилл (Флорида, США). Экипаж выжил, самолет списан[9].
25. 26 апреля 1978 года: Lockheed Р-3В ВМС США из эскадрильи VP-23, регистрационный номер 152724. Разбился в Атлантическом океане при заходе на посадку в 32 км к северо-востоку от авиабазы ВВС Португалии Лажеш Филд, Азорские острова. Самолёт затонул на большой глубине, что не позволило определить причину крушения. Все 7 членов экипажа погибли[9].
26. 22 сентября 1978 года: Lockheed Р-3В ВМС США из эскадрильи VP-8, регистрационный номер 152757. В полете над штатом Мэн (США), из-за избыточного давления в топливном баке часть левого крыла с двигателем оторвалось от фюзеляжа в результате чего самолет упал в районе города Поланд вышеназванного штата. Все 8 членов экипажа погибли[9].
27. 26 октября 1978 года: Lockheed Р-3С ВМС США из эскадрильи VP-9, регистрационный номер 159892. В самолете выполнявшим патрулирование над Тихим океаном на расстоянии 960 км юго-восточнее от города Петропавловск-Камчатский (СССР), из-за отсутствия моторного масла произошла аварийная остановка одного из двигателей, что привело к его возгоранию, огонь начал распространяться на весь самолет. При посадке в штормовой океан было потеряно правое крыло, на левом взорвались двигатели и разорвались топливные баки. Из трех спасательных плотов на борту удалось сбросить на воду два. На меньшем плоту, рассчитанном на семерых, оказалось девять человек, на большом плоту, рассчитанном на 12 человек, оказалось четверо. Командир и еще один летчик спастись на плотах не смогли, еще трое из экипажа, будучи на меньшем плоту, позже погибли от переохлаждения. Выживших спас подошедший на помощь экипаж советского большого рыболовного траулера «Мыс Сенявина» под руководством капитана А. А. Арбузова[10].
28. 27 июня 1979 года: Lockheed Р-3В ВМС США из эскадрильи VP-22], регистрационный номер 154596. Сразу после взлета с аэродрома авиабазы ВМС США Куби-Пойнт, (Филиппины) начало происходить разрушение одного из двигателей. При попытке приземления с избыточным весом с двумя отключенными двигателями самолет заглох, перевернулся и разбился в заливе Субик сразу за островом Гранд. Из 15 членов экипажа 5 погибли[9].
29. 17 апреля 1980 года: Lockheed Р-3С ВМС США из эскадрильи VP-50, регистрационный номер 158213. Принимал участие в праздновании Дня флага Самоа в Паго-Паго. Самолет сбрасывал парашютистов возле смотровой площадки. Во время второго рейса самолет зацепил электрические провода, идущие через гавань Паго-Паго до горы Алава. Часть крыла отвалилась, и самолет врезался в площадку перед двухэтажным отелем Rainmaker. Все 6 членов экипажа погибли, кроме того погибли 2 человека на земле[9].
30. 5 сентября 1980 года: Lockheed Р-3В ВМС США, регистрационный номер 154591. Приземлился без выпущенных шасси на авиабазе ВМС США Barbers Point (Гавайи, США). Экипаж выжил, самолет списан[9].
31. 18 января 1981 года: Lockheed Р-3В ВМС США, регистрационный номер 152161. Жёсткая посадка с повреждением крыла из-за ошибочных действий пилота на авиабазе ВМС США Уидби-Айленд (остров Уидби, США). Экипаж выжил, самолет списан[9].
32. 17 мая 1983 года: Lockheed Р-3В ВМС США, регистрационный номер 152733. Приземлился без выпущенных шасси на  авиабазе ВМС США Barbers Point] (Гавайи, США). Экипаж выжил, самолет списан[9].
33. 16 июня 1983 года: Lockheed Р-3В ВМС США из эскадрильи VP-1, регистрационный номер 152720. Врезался в склон горы во время обычных учений в поддержку судов, действующих в водах у побережья острова Кауаи (Гавайи, США). Все 14 членов экипажа погибли[9].
34. 27 января 1984 года: Lockheed Р-3В Королевские ВВС Австралии, регистрационный номер A9-300. Во время технического обслуживания на авиабазе ВВС Австралии Эдинбург (Южная Австралия) был случайно отключен заполненный кислородный баллон. Монтажник попытался установить регулятор на место, но давление было слишком большим, и к тому времени начался пожар. Кислород питал огонь, который затем перекинулся на самолёт. Вокруг самолёта работало семь человек, двое из них получили ожоги[9].
35. февраль 1985 года: Lockheed Р-3F ВВС Ирана, регистрационный номер 5-8702. Разбился в феврале 1985 года при посадке / заходе на посадку на территории Ирана. Данных о погибших и пострадавших Ираном не предоставлено[9].
36. 13 сентября 1987 года: Lockheed Р-3В Королевские ВВС Норвегии, бортовой номер 602. Во время полёта над Баренцевым морем при сбросе гидроакустических буёв, в зоне действия советских подводных лодок, был протаранен снизу Су-27 ВВС СССР, пилотируемым лётчиком 941-го ИАП ПВО старшим лейтенантом В. В. Цымбалом. Су-27 пролетел ниже правого борта Р-3, затем ускорился и поднялся, задевая винты двигателя № 4. Осколок пропеллера попал в фюзеляж «Ориона», пробил его и вызвал разгерметизацию салона. Пострадавших не было, оба самолёта благополучно вернулись на базу[11][12]..
37. 25 сентября 1990 года: Lockheed Р-3С ВМС США, регистрационный номер 161762. Жесткая посадка на аэродром Исследовательского центра Эймса НАСА (Калифорния, США). Экипаж выжил, самолет списан[9].
38. 21 марта 1991 года: Lockheed Р-3С ВМС США, регистрационный номер 158930, столкнулся в воздухе с Lockheed Р-3С ВМС США, регистрационный номер 159325. Оба самолёта разбились, и упали в Тихий океан в 49 км северо-западнее города Сан-Диего (США). Все 27 членов экипажей двух самолётов погибли[9].
39. 26 апреля 1991 года: Lockheed Р-3С Королевские ВВС Австралии, регистрационный номер A9-754. Самолёт пилотируемый одним пилотом взлетел с аэродрома острова Уэст-Айленд (Австралия) и поднялся на высоту 1500 м, затем спикировал для прохода на небольшой высоте над аэродромом. Когда самолет пересек взлетно-посадочную полосу на скорости 700 км/ч и высоте 100 метров, пилот начал выход из пикирования по прямой на полной мощности всех двигателей. В этот момент очевидцы увидели несколько предметов отлетевших от самолета. Эти элементы позже были идентифицированы как компоненты передней кромки крыла. Затем был достигнут небольшой набор высоты с сильной вибрацией самолета. Пилот попытался завершить круг перед посадкой, но не удалось сохранить высоту, и самолет упал на мелководье лагуны. Пилот самолёта погиб[9].
40. 16 октября 1991 года: Lockheed Р-3А компании Aero Union, регистрационный номер N924AU. В полете для поддержки усилий по тушению лесных пожаров врезался в гору в недалеко от города Мизула, Монтана (США). Погибли оба члена экипажа[9].
41. 31 марта 1992 года: Kawasaki P-3C-II.5 Воздушные силы самообороны Японии, регистрационный номер 5032. Жесткая посадка на аэродром авиабазы Воздушных сил Японии (округ Огасавара, Япония). Экипаж выжил, самолёт списан[9].
42. 25 марта 1995 года: Lockheed Р-3С ВМС США из эскадрильи VP-47, регистрационный номер 158217. При возвращении с учебной миссии в Северном Аравийском море произошёл пожар и отказ двигателей. Самолёт упал в море в 3,2 км от острова Масира (Оман). Все 11 членов экипажа были спасены Королевскими ВВС Омана[9].
43. 23 сентября 1997 года: Lockheed Р-3Е ВМС США, регистрационный номер 157320. При посадке в аэропорту Иоаннис Даскалояннис (Крит, Греция) выехал с взлетно-посадочной полосы. Экипаж выжил, самолет списан[9].
44. 25 апреля 1998 года: Lockheed EP-3J ВМС США, регистрационный номер 152745. На авиабазе ВМС США Брансуик в кабине самолёта произошёл пожар, пострадавших нет, самолёт списан[9].
45. 29 октября 1999 года: Lockheed P-3C-II.75 Военно-морские силы Пакистана, регистрационный номер 83. Упал в Аравийское море южнее города Пасни (Пакистан). Погибли все члены экипажа и пассажиры всего 21 человек[9].
46. 1 апреля 2001 года: Lockheed Р-3Е ВМС США, регистрационный номер 156511. Столкнулся в воздухе над островом Хайнань с истребителем J-8IIM ВМС Народно-освободительной армии КНР, в результате которого J-8IIM потерпел крушение, его пилот погиб. EP-3 был близок к тому, чтобы стать неуправляемым, но выдержал почти перевернутый крен и смог совершить аварийную посадку на Хайнане[9].
47. 10 июля 2003 года: Lockheed Р-3С ВМС США, регистрационный номер 163005. Во время облуживания самолёта наземным персоналом на авиабазе ВМС США Джексонвилл (Флорида, США), произошёл пожар на борту, пострадавших нет, самолёт списан[9].
48. 20 апреля 2005 года: Lockheed Р-3А компании Aero Union, регистрационный номер N926AU. Потерпел крушение, когда производил тренировку тушения лесных пожаров над участком пересечённой горной местности, расположенным 22 км к северу от аэропорта Чико (Калифорния, США). Все три члена экипажа на борту погибли[9].
49. 21 октября 2008 года: Lockheed Р-3С ВМС США, регистрационный номер 158573. Самолет при приземлении на аэродром авиабазы ВВС США Баграме выехал за пределы взлетно-посадочной полосы. Правая основная стойка шасси разрушилась, а затем загорелись оба правых двигателя. Пожарная служба аэродрома немедленно отреагировала и потушила пожар. Самолет получил серьезные повреждения и пожар. Экипаж выжил, самолет списан[9].
50. 22 мая 2011 года: два самолёта Lockheed P-3C ВМС Пакистана были уничтожены пакистанскими боевиками на охраняемой базе ВМС Пакистана, расположенной в Карачи[9].
51. 15 февраля 2014 года: В результате обрушения, после сильного снегопада, крыши ремонтного ангара на совместной авиабазе ВМС США и Воздушных сил Японии «Ацуги» (Канагава, Япония), были повреждены, пришли в негодность и списаны следующие самолёты:

 — Lockheed Р-3С ВМС США, регистрационный номер 159329;
 — Lockheed Р-3С ВМС США, регистрационный номер 159503;
 — Lockheed Р-3С ВМС США, регистрационный номер 160283;
 — Lockheed Р-3С ВМС США, регистрационный номер 161338;
 — Lockheed P-3C Морские силы самообороны Японии, регистрационный номер 5026;
 — Lockheed P-3C Морские силы самообороны Японии, регистрационный номер 5049;
 — Lockheed OP-3C Морские силы самообороны Японии, регистрационный номер 9133.
- 13 апреля 2018 года: Lockheed Р-3С ВМС США, регистрационный номер неизвестен. В полете попал под сильный град, получил значительные повреждения и совершил аварийную посадку на аэродроме Эппли (Небраска, США). Пострадавших нет, самолёт списан[9].

## Тактико-технические характеристики
Приведённые характеристики соответствуют модификации P-3C.
Источник данных: DEPARTMENT OF THE NAVY -- NAVAL HISTORICAL CENTER 

Технические характеристики
- Экипаж: 11 человек
- Длина: 35,61 м
- Размах крыла: 30,38 м
- Высота: 10,27 м
- Площадь крыла: 120,8 м²
- База шасси: 9,068 м
- Колея шасси: 9,5 м
- Масса пустого: 30 350 кг
- Масса снаряжённого: 31 790 кг
- Максимальная масса без топлива: 35 020 кг (без внешних подвесок)
- Нормальная взлётная масса: 63 390 кг
- Максимальная взлётная масса: 64 410 кг
- Масса топлива во внутренних баках: 28 390 кг
- Объём топливных баков: 34 840 л
- Силовая установка: 4 × ТВД Allison T56-A-14
- Мощность двигателей: 4 × 4910 л. с. (4 × 3611 кВт)
- Воздушный винт: 4-х лопастной Hamilton Standart
- Диаметр винта: 4,115 м

Лётные характеристики
- Максимальная скорость: 746 км/ч на 6096 м
- Крейсерская скорость: 648 км/ч (без подвесок)
- Скорость сваливания: 228 км/ч (при нормальной взлётной массе с выключенными двигателями)
- Боевой радиус: 2371 км (c 4 торпедами и 4 ракетами AGM-84)
- Перегоночная дальность: 8375 км (с полной заправкой)
- Практический потолок: 7315 м
- Скороподъёмность: 13,36 м/с
- Нагрузка на крыло: 525 кг/м² (при нормальной взлётной массе)
- Тяговооружённость: 228 Вт/кг (при нормальной взлётной массе)
- Длина разбега: 1420 м (при нормальной взлётной массе)
- Длина пробега: 430-503 м (в зависимости от посадочной массы)

Вооружение
- Точки подвески:  
  - в бомбоотсеке: до 8
  - под крылом: 10
- Управляемые ракеты: ракеты «воздух-поверхность»: 4 × AGM-84 (+ 2 × AGM-84 без возможности запуска)
- Неуправляемые ракеты:  
  - 2 × 4 × 127 мм ракет «Зуни» в блоках LAU 10
  - 2 × 7 × 70 мм ракет «Гидра» в блоках LAU 32A/A
  - 2 × 19 × 70 мм ракет «Гидра» в блоках LAU 3A/A или LAU 69/A
- Бомбы: свободнопадающие:
  - ядерные глубинные: 3 × B57 в бомбоотсеке
  - фугасные: 8 × 227 кг Mk.82 или 454 кг Mk.83 в бомбоотсеке